# Gás de escape
Gás de escape é o gás resultante da queima de combustível em motores a explosão interna. Compõe-se basicamente dióxido de carbono, monóxido de carbono, vapores de água, carvão em fuligem e produtos de enxofre, além de vapores do combustível que não queimou totalmente. É despejado na atmosfera, e os canos de descarga nos carros são o ponto de entrada para essa toxinas poluírem o meio ambiente. Para diminuir a emissão de poluentes, usam-se catalisadores que "diminuem" a agressividade dos gases expelidos. Existem normas rígidas de emissão de gases que devem ser respeitadas, variando de acordo com as leis de diferentes países.